# Вільям Ґілмор (веслувальник)
Вільям Ґілмор (англ. William Gilmore, 16 лютого 1895 — 5 грудня 1969) — американський академічний веслувальник.
Олімпійський чемпіон 1932 року в складі парної двійки, срібний призер 1924 року в одиночці.